# Істовер (Північна Кароліна)
Істовер (англ. Eastover) — місто (англ. town) в США, в окрузі Камберленд штату Північна Кароліна. Населення — 3656 осіб (2020).

## Географія
Істовер розташований за координатами 35°5′43″ пн. ш. 78°47′10″ зх. д. / 35.09528° пн. ш. 78.78611° зх. д. (35.095268, -78.786234).  За даними Бюро перепису населення США в 2010 році місто мало площу 29,36 км², з яких 29,34 км² — суходіл та 0,02 км² — водойми.

## Демографія
Згідно з переписом 2010 року, у місті мешкало 3628 осіб у 1476 домогосподарствах у складі 1042 родин. Густота населення становила 124 особи/км².  Було 1637 помешкань (56/км²).
Расовий склад населення:
| - 74,9 % — білих - 19,2 % — чорних або афроамериканців - 1,9 % — корінних американців - 0,9 % — азіатів - 0,1 % — вихідців з тихоокеанських островів - 1,2 % — осіб інших рас |

До двох чи більше рас належало 1,8 %. Частка іспаномовних становила 3,0 % від усіх жителів.
За віковим діапазоном населення розподілялося таким чином: 21,1 % — особи молодші 18 років, 60,5 % — особи у віці 18—64 років, 18,4 % — особи у віці 65 років та старші. Медіана віку мешканця становила 44,9 року. На 100 осіб жіночої статі у місті припадало 91,9 чоловіків;  на 100 жінок у віці від 18 років та старших — 88,2 чоловіків також старших 18 років.
Середній дохід на одне домашнє господарство  становив 62 734 долари США (медіана — 41 627), а середній дохід на одну сім'ю — 84 208 доларів (медіана — 61 458). Медіана доходів становила 37 470 доларів для чоловіків та 41 094 долари для жінок. За межею бідності перебувало 9,0 % осіб, у тому числі 5,0 % дітей у віці до 18 років та 2,8 % осіб у віці 65 років та старших.
Цивільне працевлаштоване населення становило 1417 осіб. Основні галузі зайнятості: освіта, охорона здоров'я та соціальна допомога — 18,6 %, роздрібна торгівля — 17,9 %, фінанси, страхування та нерухомість — 14,5 %.